# Franck Azzopardi
Franck Azzopardi (Châtellerault, 5 de dezembro de 1970) é um ex-futebolista e atualmente treinador de futebol francês.

## Carreira
Jogou toda sua carreira no Chamois Niortais, onde chegou em 1983 para jogar nas categorias de base. Em 1987, foi promovido ao time B, e em 1989 passou a integrar o elenco profissional.
Em 16 anos de clube, Azzopardi jogou 438 vezes e balançou as redes 29 vezes. É o recordista em jogos oficiais disputados com a camisa azul. Sua primeira experiência como treinador foi também no Chamois Niortais, entre fevereiro e maio de 2018, quando comandou interinamente após a saída de Denis Renaud, juntamente com Jean-Philippe Faure e Carl Tourenne.